# Hlohyňa
Hlohyňa je přírodní rezervace v katastrálním území obce Kukučínov v okrese Levice v Nitranském kraji na Slovensku. Území bylo novelizováno v roce 1982 a jeho rozloha je 2,54 hektaru. Předmětem ochrany je lužní les s typickými dřevinami jako olše lepkavá, topol šedý, vrba bílá.